# Премия королевы Софии по ибероамериканской поэзии
Премия королевы Софии по ибероамериканской поэзии (исп. Premio Reina Sofía de Poesía Iberoamericana) — награда ныне живущему поэту Испании, Португалии и стран Латинской Америки за совокупность творчества, которое вносит значимый вклад в их общее культурное наследие.

## Общие положения
Премия, учрежденная в 1991 году, действует под эгидой Саламанкского университета и Административного совета по культурному наследию при председателе правительства Испании. Кандидатов на премию выдвигают Академии языка испаноязычных стран, Королевская академия испанского языка и отделения испанской филологии, философии и литературы университетов названных стран. Денежное выражение премии составляет 42 тысячи евро. Победитель объявляется в июне каждого года, вручение премии происходит в ноябре.

## Лауреаты
- 1992 — Гонсало Рохас ( Чили)
- 1993 — Клаудио Родригес ( Испания)
- 1994 — Жуан Кабрал де Мело Нето ( Бразилия)
- 1995 — Хосе Йерро ( Испания)
- 1996 — Анхель Гонсалес ( Испания)
- 1997 — Альваро Мутис ( Колумбия)
- 1998 — Хосе Анхель Валенте ( Испания)
- 1999 — Марио Бенедетти ( Уругвай)
- 2000 — Пере Жимферрер ( Испания)
- 2001 — Никанор Парра ( Чили)
- 2002 — Хосе Антонио Муньос Рохас ( Испания)
- 2003 — София де Мелло Брейнер ( Португалия)
- 2004 — Хосе Мануэль Кабальеро Бональд ( Испания)
- 2005 — Хуан Хельман ( Аргентина)
- 2006 — Антонио Гамонеда ( Испания)
- 2007 — Бланка Варела ( Перу)
- 2008 — Пабло Гарсиа Баэна ( Испания)
- 2009 — Хосе Эмилио Пачеко ( Мексика)
- 2010 — Франсиско Бринес ( Испания)
- 2011 — Фина Гарсиа Маррус ( Куба)
- 2012 — Эрнесто Карденаль ( Никарагуа)
- 2013 — Нуну Жудисе ( Португалия)
- 2014 — Мария Виктория Атенсия ( Испания)
- 2015 — Ида Витале ( Уругвай)
- 2016 — Антонио Колинас ( Испания)
- 2017 — Кларибель Алегриа ( Никарагуа/ Сальвадор)
- 2018 — Рафаэль Каденас ( Венесуэла)